# Акха
Акха — гірський землеробський тибето-бірманський народ на півдні КНР, на півночі Лаосу та Таїланду, М'янмі та східної Індії. Налічують понад 500 000 осіб.
Відомі своїм прикладним мистецтвом.

## Чисельність

Прапор тайських акха

245 000 акха сьогодні проживають в М'янмі (де визнані як до, або акха-е-ко, в складі 33 шанських народів), 220 000 акха проживають в горах провінції Юньнань в Китаї, де включені до складу офіційно визнаною народності хані, в Таїланді, де близько 80 000 акха проживає в горах в північних провінціях Чіанграй та Чіангмай — як одне з шести головних гірських племен, і в Лаосі як частина лао сунг (гірських лаосців). Характерна міграція між Лаосом і Таїландом, КНР і Таїландом.

## Мова
Акха говорять мовою акха, що відноситься до лоло-бірманських мов.

## Історія
Імовірно, акха походять з території Монголії, де їх народ склався приблизно 1500 років тому. Їх традиційні території — полонини Юньнані — підпали під владу лоялістів династії Мін після того, як в 1644 маньчжури взяли Пекін, викликавши значні китайські міграції на південь. У Таїланді вважається, що акха прийшли на територію Таїланду з Китаю на початку XX століття. Міграція з Китаю триває і сьогодні.

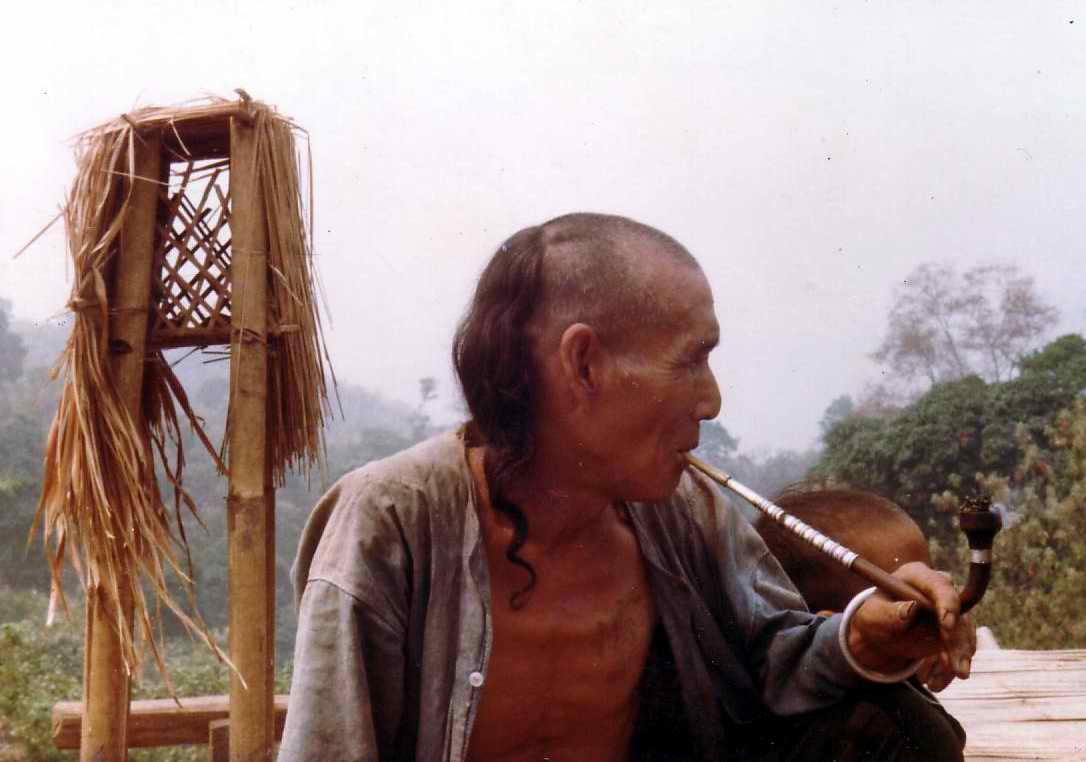
Чоловік акха з люлькою
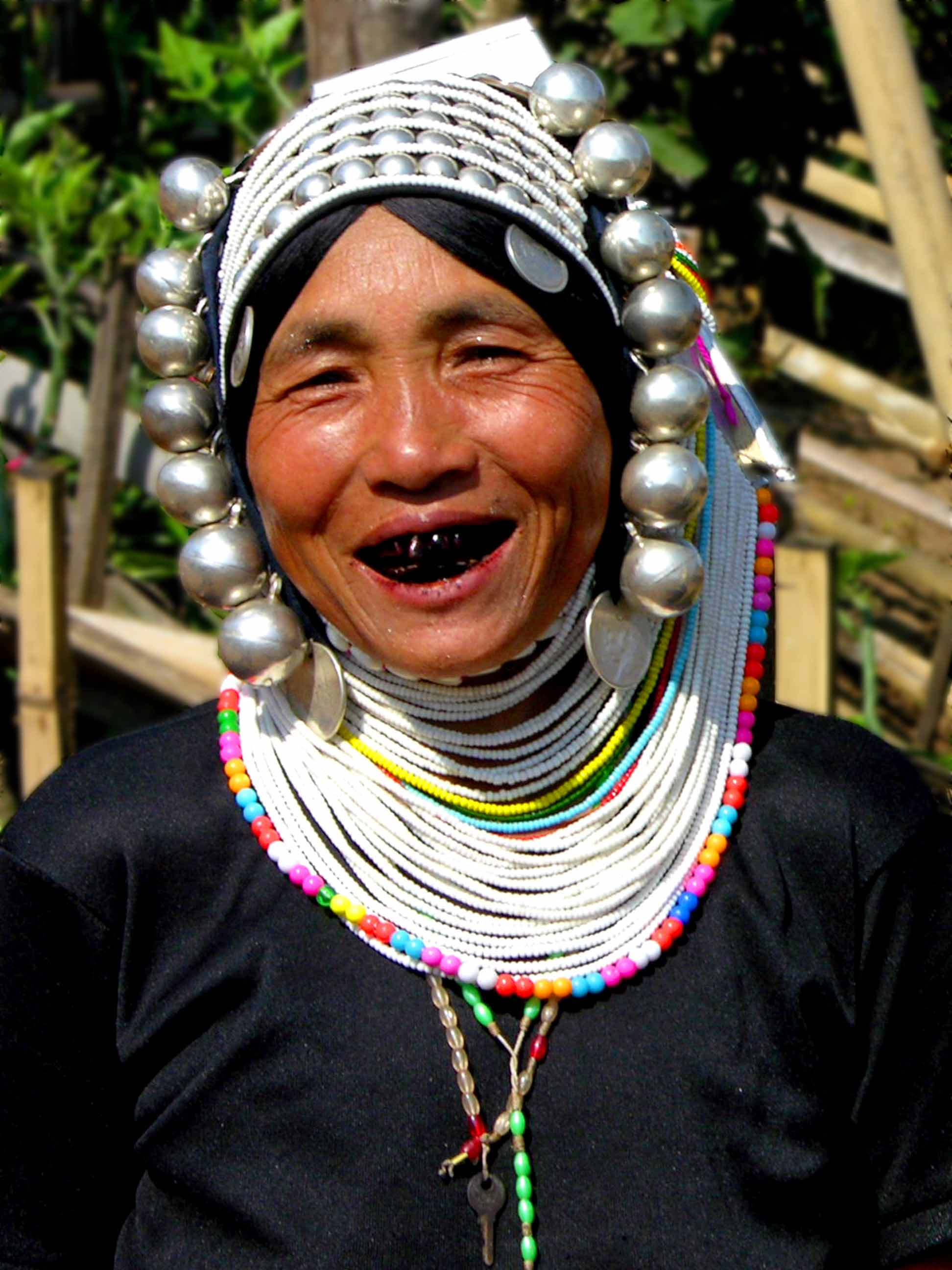
Акха з М'янми з чорненими зубами
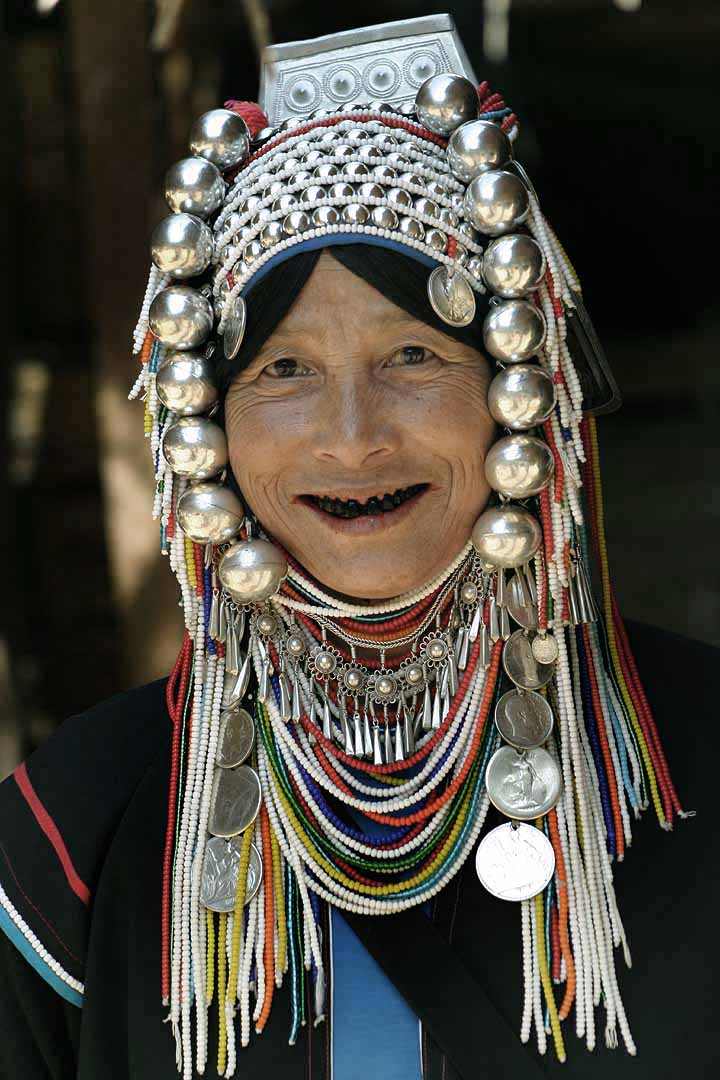
Акха з Таїланду
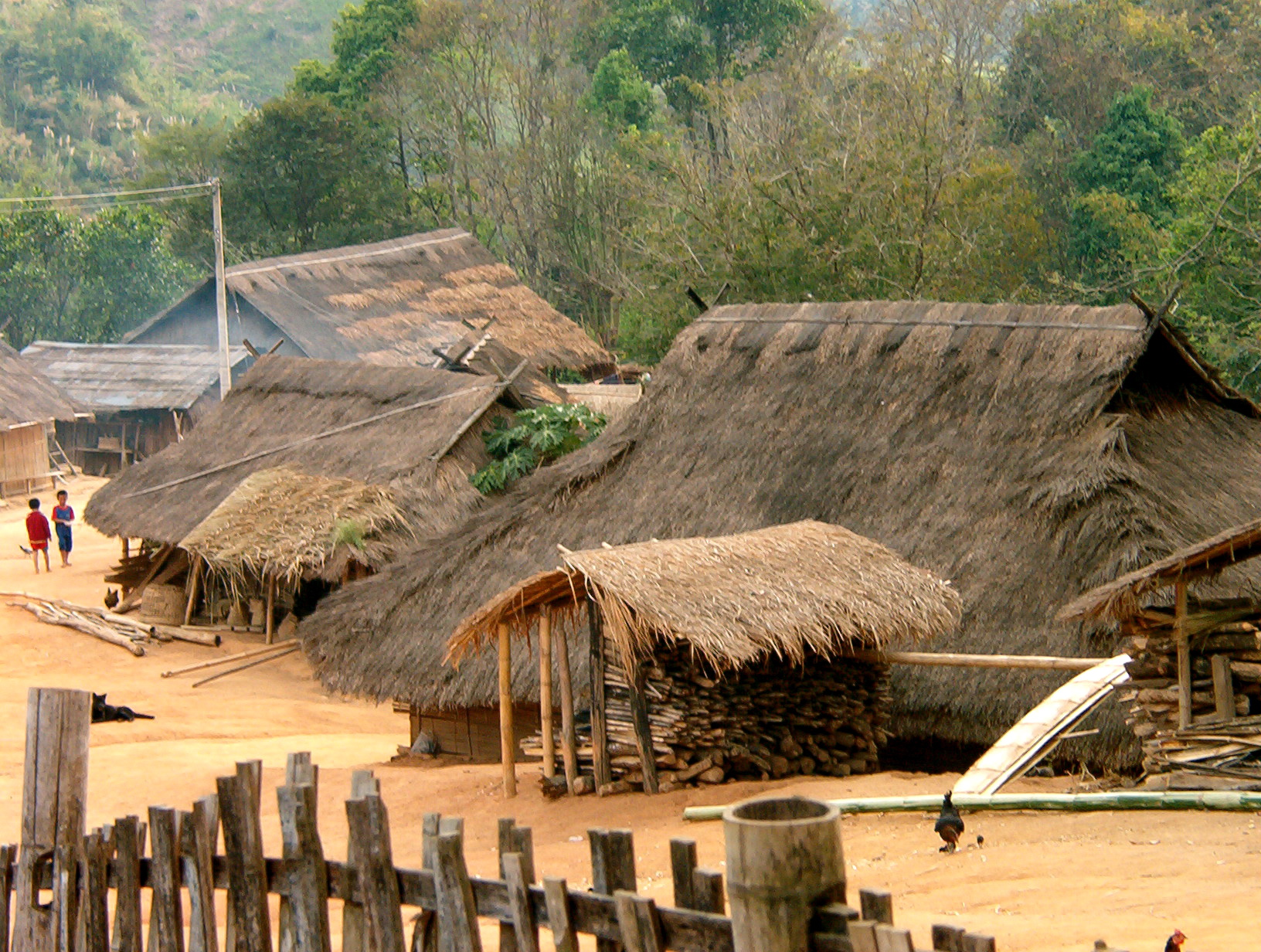
Село акха в північному Таїланді